# Communauté de communes de la Vallée de l'Orne
La communauté de communes de la Vallée de l'Orne est une ancienne communauté de communes française, située dans le département du Calvados et la région Normandie créée le 1er janvier 2011.

## Historique
La communauté de communes de la Vallée de l'Orne est créée le 1er janvier 2011 (arrêté préfectoral du 8 octobre 2010),. Le 6 janvier, Hubert Picard, maire de Clinchamps-sur-Orne, est élu président et le siège de la communauté est établi à May-sur-Orne.
La communauté de communes fusionne le 1er janvier 2017 avec la communauté de communes Évrecy-Orne-Odon pour former la communauté de communes Vallées de l'Orne et de l'Odon.

## Composition
Elle était composée des cinq communes suivantes, de l'ancien canton de Bourguébus :
1. Clinchamps-sur-Orne
2. Fontenay-le-Marmion
3. Laize-la-Ville
4. May-sur-Orne
5. Saint-Martin-de-Fontenay

## Compétences

### Obligatoires
- Aménagement de l'espace
- Développement économique

### Compétences optionnelles
- Protection et mise en valeur de l'environnement
  - Élimination et valorisation des déchets ménagers, et déchets assimilés
- Création, aménagement et entretien de la voirie
- Construction, entretien et fonctionnement d'équipements culturels et sportifs et d'équipements de l'enseignement élémentaire et préélémentaire
  - Construction, aménagement, entretien et gestion des équipements sportifs et culturels d'intérêt communautaire
  - Action sociale d'intérêt communautaire

## Administration
| Période      | Période       | Identité      | Étiquette | Qualité                      |
| ------------ | ------------- | ------------- | --------- | ---------------------------- |
| janvier 2011 | décembre 2016 | Hubert Picard |           | Maire de Clinchamps-sur-Orne |